# Мухаммад II (маї Борну)
Мухаммад II (*д/н —1451) — 11-й маї Борну в 1450—1451 роках.

## Життєпис
Відомостей про нього обмаль. Можливо позходив з якоїсь гілок династії Сейфуа. Син Матали. 1450 року, поваливши маї Дунаму V, захопив владу. Втім утриматис яна троні не зміг. 1451 року повалений Амармою.